# Verwaltungsgemeinschaft Schauenstein
In der Verwaltungsgemeinschaft Schauenstein im oberfränkischen Landkreis Hof haben sich folgende Gemeinden zur Erledigung ihrer Verwaltungsgeschäfte zusammengeschlossen:
1. Leupoldsgrün, 1215 Einwohner, 10,25 km²
2. Schauenstein, Stadt, 1868 Einwohner, 26,66 km²

Sitz der Verwaltungsgemeinschaft ist in Schauenstein.

## Verwaltung
Die Gemeinschaftsvorsitzende ist erste Bürgermeisterin Annika Popp (CSU, Gemeinde Leupoldsgrün). 
Stellvertretender Gemeinschaftsvorsitzender ist Florian Schaller, erster Bürgermeister der Stadt Schauenstein (CSU).